# Перчин, Вахиде
Вахиде Перчин (тур. Vahide Perçin; род. 13 июня 1965 года, Измир, Турция) — турецкая актриса театра и кино, сценаристка, педагог. Четвёртый Президент профсоюза актёров Турции с 12 сентября 2021 года. Широкую известность получила благодаря ролям Зехры в сериале «Назвала я её Фериха», жены султана Сулеймана в сериале «Великолепный век» и Хюнкяр Яман в сериале «Однажды в Чукурова».

## Биография
Актриса родилась в портовом городе Измире, который расположен на берегу Эгейского моря. Это третий по численности город страны. Бабушка девочки родилась в Греции. Её семья эмигрировала в Турцию в конце XIX века. Отец Вахиде работал водителем, а мать посвятила себя домашним заботам и воспитанию детей.
После школы она поступила в Измирский экономический институт, но на втором курсе перешла в университет «Dokuz Eylul». Она решила попробовать свои силы в творческой профессии. Девушка успешно сдала девять экзаменов и поступила на факультет изящных искусств. Её преподавателем стал поэт и переводчик Оздемир Нутку. Она устроилась в труппу Государственного театра. После смерти матери девушка переехала в Адану, а потом — в Стамбул.

### Карьера
Первое время работала в местном театре. В 2003 году переехала в Стамбул, где вскоре получила роль в сериале «Сказка о Стамбуле». Большим успехом для неё стала роль Зехры в сериале «Назвала я её Фериха». В 2013 году стала сниматься в сериале «Великолепный век», заменив ушедшую из-за беременности Мерьем Узерли. В 2016 году сыграла в турецком ремейке японского сериала «Мама» главную роль. В 2018 году начала сниматься в сериале «Однажды в Чукурова» сыграв одну из главных ролей.
Помимо съёмок в сериалах актриса вместе со своим бывшим мужем, актёром Алтаном Гёрдюмом, основали Академию молодых талантов - «Akademi 35Buçuk», в которой Вахиде до сих пор преподаёт уроки актёрского мастерства.
С 2021 года Вахиде является новым президентом профсоюза актёров Турции.

## Личная жизнь
В 1991 году Вахиде вышла замуж за актёра Алтана Гёрдюма. Они поженились в 1991 году, спустя три месяца после знакомства. После свадьбы молодая жена взяла фамилию мужа, поэтому актёрскую карьеру она начала как Вахиде Гердюм. Они вместе работали в театре в Измире, затем не раз пересекались на съёмочной площадке. С переездом в Стамбул, центр киноиндустрии Турции, актёрская карьера Алтана Гёрдюма также стала набирать обороты. Российским зрителям он известен по роли Бекира-аги в сериале «Великолепный век». В 1994 году у супругов родилась дочь Ализе, также ставшая актрисой. В 2013 году пара развелась, Вахиде вернула себе девичью фамилию.

## Борьба с раком
Во время работы над сериалом «Назвала я её Фериха» и фильма «Госпожа Айхан» у Вахиде обнаружился страшный диагноз – рак молочной железы.  Актрисе пришлось покинуть сериал и остановить съёмки фильма. Во время борьбы с болезнью, её поддерживали муж и дочь, а также многочисленные поклонники и коллеги. Справившись с тяжёлым моментом в жизни, Вахиде вновь принялась за работу.
В течение болезни Вахиде делала все, что говорили врачи. Доктор назначил 16 курсов химиотерапии и 37 сеансов радиотерапии, которые необходимо было сделать в течение 9 месяцев. В результате у неё выпали волосы, брови и ресницы. Вахиде не стеснялась своей внешности и не носила парик, который выглядел слишком неестественно. Коллеги подшучивали над ней, сравнивая с инопланетянкой. Своим примером она хотела заявить, что рак – это не приговор. Актриса сказала: "Я очень сильна, не сдавая кровь, я проходила 16 курсов лечения усиленной химиотерапии. Я не ела мясо, а с химиотерапией я, естественно, начала его есть. Слёз, жалоб у меня абсолютно не было, я не противилась"

## Фильмография
| Год       |   | Русское название      | Оригинальное название | Роль           |
| --------- | - | --------------------- | --------------------- | -------------- |
| 2004      | с | Сказка о Стамбуле     | Bir İstanbul Masalı   | Сузан Козан    |
| 2005      | с | Полицейские воры      | Hırsız Polis          | Фулия          |
| 2005      | ф | Расскажи Стамбул      | Anlat Istanbul        | Хюррем         |
| 2006      | ф | Первая любовь         | İlk Aşk               | Невин          |
| 2007      | ф | С Новым годом Лондон! | Ivi Seneler Londra    | Ферда          |
| 2007—2008 | с | Матушка               | Annem                 | Зейнеп Эгилмез |
| 2008      | ф | Машины революции      | Devrim Arabaları      | Суна           |
| 2010      | ф | Зефир                 | Zefir                 | Ай             |
| 2011—2012 | с | Назвала я её Фериха   | Adını Feriha Koydum   | Зехра Йылмаз   |
| 2012      | с | Здравствуй,жизнь      | Merhaba Hayat         | Дениз Корель   |
| 2013      | ф | Госпожа Айхан         | Ayhan Hanım           | Айхан          |
| 2013—2014 | с | Великолепный век      | Muhteşem Yüzyıl       | Хюррем-султан  |
| 2015—2016 | с | Время переселения     | Göç Zamanı            | Дженнет        |
| 2016      | с | Мама                  | Anne                  | Гёнюль Аслан   |
| 2018—2020 | с | Однажды в Чукурова    | Bir Zamanlar Cukurova | Хюнкяр Яман    |
| 2019      | ф | Дверь                 | Kapi                  | Шемса          |
| 2022—2023 | с | Измена                | Aldatmak              | Гузиде         |

## Награды и премии
| Награды | Награды                                                | Награды                                         | Награды                  |
| ------- | ------------------------------------------------------ | ----------------------------------------------- | ------------------------ |
| Год     | Награда                                                | Категория                                       | Проект                   |
| 1996    | «Sanat Kurumu»                                         | Лучшая женская роль                             |                          |
| 2007    | «14. Altın Koza Film Festivali»                        | Лучшая актриса                                  | к/ф «Первая любовь»      |
| 2007    | «Magazin Gazetecileri Derneği Altın Objektif Ödülleri» | Лучшая театральная актриса                      |                          |
| 2008    | «Radyo Televizyon Gazetecileri Derneği Yılın Ödülleri» | Женщина года                                    | т/с «Моя мама»           |
| 2013    | «İstanbul Film Festivali»                              | Лучшая актриса                                  | к/ф «Госпожа Айхан»      |
| 2014    | «Altın Objektif 2014»                                  | Самая лучшая актриса                            | т/с «Великолепный век»   |
| 2015    | «Rendezvous Uluslararası İstanbul Film Festivali'nde»  | Лучшая актриса                                  | т/с «Великолепный век»   |
| 2019    | «Altin objectif 2019»                                  | Лучшая женщина-актриса года                     | т/с «Однажды в Чукурова» |
| 2019    | «Internet Medya Ödülleri»                              | Лучшая актриса                                  | т/с «Однажды в Чукурова» |
| 2020    | «Engelsiz yasam vaktı»                                 | Лучшая актриса                                  | т/с «Однажды в Чукурова» |
| 2020    | «PRODU AWARDS»                                         | Лучшая женская роль в иностранном пространстве. | т/с «Однажды в Чукурова» |